# Estación de Michel-Ange - Auteuil
Michel-Ange - Auteuil es una estación del metro de París situada al oeste de la capital, en el XVI Distrito. Forma parte de las líneas 9 y 10 situándose, en el caso de esta última, dentro del bucle de Auteuil.

## Historia
Fue inaugurada el 30 de septiembre de 1913 con la llegada de la línea 8, que se convirtió en la actual línea 10 tras la reorganización de varias líneas realizada en 1937. Por su parte, la línea 9 llegaría el 8 de noviembre de 1922.
Situada en el cruce de las calle Michel-Ange y Auteuil, debe su nombre al pintor, escultor y arquitecto italiano Miguel Ángel y al barrio de Auteuil.
Los pasillos de la estación fueron renovados en 2002.

## Descripción

### Estación de la línea 9
Se compone de dos andenes laterales y de dos vías. 
Está diseñada en bóveda elíptica revestida completamente de los clásicos azulejos blancos biselados del metro parisino. Los paneles publicitarios emplean un fino marco dorado con adornos en la parte superior. La iluminación es de estilo Motte y se realiza con lámparas resguardadas en estructuras rectangulares de color naranja que recorren la totalidad de los andenes no muy lejos de las vías. La señalización por su parte usa la tipografía CMP donde el nombre de la estación aparece sobre un fondo de azulejos azules en letras blancas. Por último los asientos, que también son de estilo Motte, combinan una larga y estrecha hilera de cemento revestida de azulejos naranja que sirve de banco improvisado con algunos asientos individualizados del mismo color que se sitúan sobre dicha estructura.  

### Estación de la línea 10
Se compone de un andén central y de dos vías, aunque al estar encuadrada dentro del bucle de Auteuil sólo una de ellas, la situada en dirección a Boulogne - Pont de Saint-Cloud, tiene servicio. De hecho, una verja impide el acceso a la otra vía.  
En bóveda, está totalmente revestida con azulejos blancos biselados. Su iluminación sigue el estilo New Neons, originario de la línea 12 pero que luego se ha ido exportando a otras líneas. Emplea delgadas estructuras circulares, en forma de cilindro, que recorren el andén central proyectando la luz tanto hacia arriba como hacia abajo. Finos cables metálicos dispuestos en uve sostienen a cierta distancia de la bóveda todo el conjunto. Por último, los asientos de estilo Motte, son de color naranja e individualizados, situándose directamente sobre el andén. 

## Accesos
La estación dispone de dos accesos:
- Acceso 1: place Jean Lorrain.
- Acceso 2: calle d'Auteuil.